# Opsine
Opsinen zijn universele fotoreceptormoleculen die te vinden zijn in alle visuele systemen binnen het dierenrijk. Ze bevinden zich in de lichtgevoelige cellen, de staafjes en kegeltjes, van het netvlies van het oog. Opsinen komen ook voor in de huid van de mens, waar ze een rol kunnen spelen zowel in licht- als in temperatuur-gevoeligheid. Wanneer het covalent gebonden retinal licht vangt, vindt er fototransductie plaats: de opsine neemt een andere conformatie aan en activeert zo de G-proteïne, of de transducine, waarna er een intracellulaire signaaltransductie plaatsvindt die het signaal versterkt. Dit resulteert in een elektrisch signaal dat via de nervus opticus naar de hersenen doorgestuurd wordt.  De bekendste opsine is rodopsine die in de staafjes van het netvlies te vinden is. 

## Receptor

Het chromofoor 11 cis-retinal dat na een foton geabsorbeerd te hebben isomerisatie ondergaat en zich in de vorm all-trans bevindt.

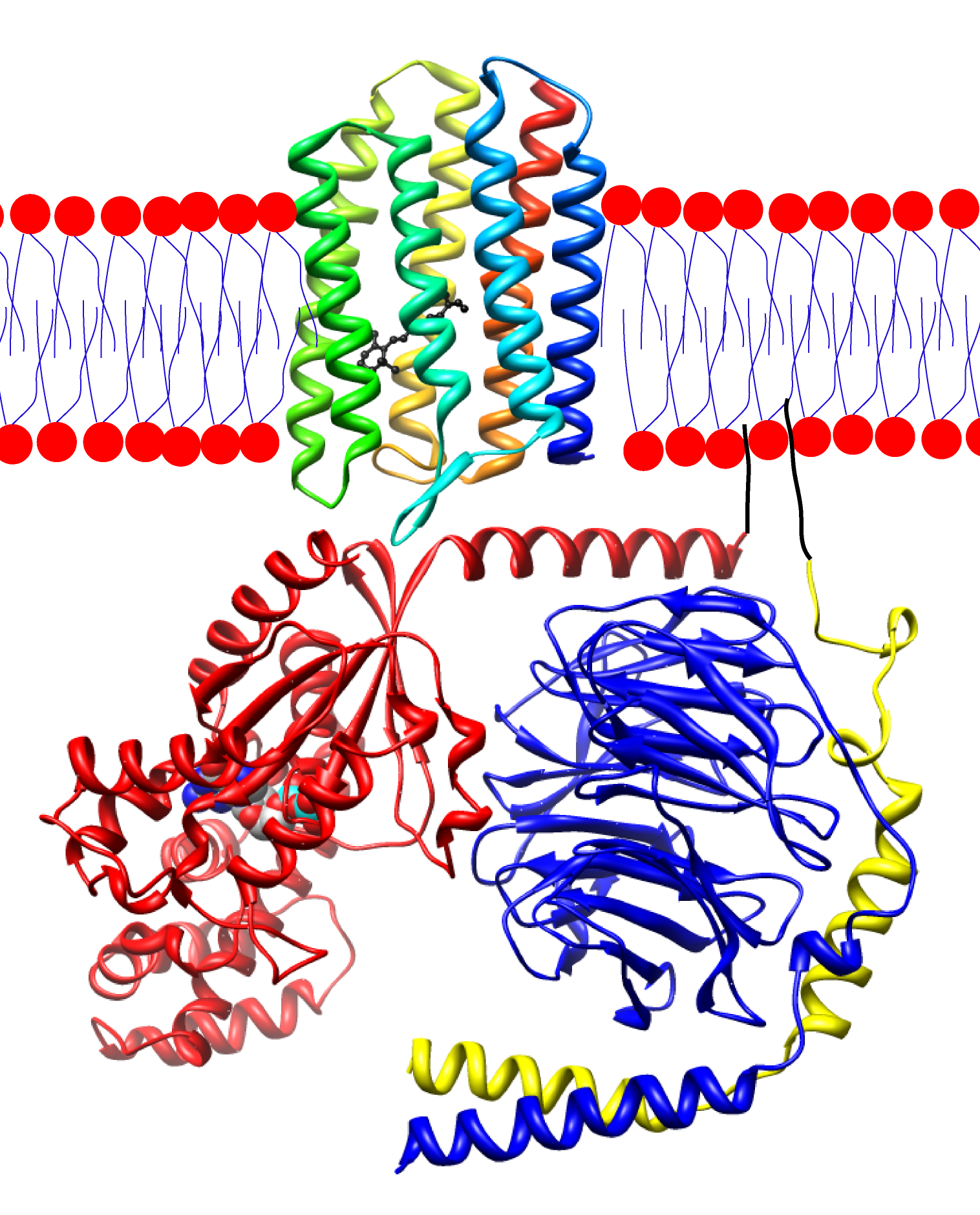
Rodopsine (regenboogkleurig) ingebed in het celmembraan met transducine eronder. Binnen de transmembraneuze α-helixen, bevindt zich het retinal (zwart). Onder de opsine bevindt zich de G-proteïne transducine, bestaand uit 3 actieve delen: G_{t}α is rood gekleurd, G_{t}β blauw en G_{t}γ geel. Er bevindt zich een gebonden GDP-molecuul in de G_{t}α-subuniteit.

Opsinen zijn aan G-proteïnen gekoppelde receptoren. In ongeactiveerde vorm zijn het chemoreceptoren die uit zeven transmembraneuze domeinen bestaan die een bindingspplaats vormen voor een ligand. Bij opsinen is de ligand 11 cis-retinal. Deze molecuul is covalent gebonden aan het aminozuur lysine op positie 296 in de zevende α-helix van de opsine. De ligand 11 cis-retinal blokkeert de bindingssplaats en activeert de opsine niet. De opsine wordt pas geactiveerd wanneer 11 cis-retinal een foton opvangt en isomerisatie ondergaat naar all-trans-retinal. Pas dan is de chemoreceptor een fotoreceptor geworden.

## Ontdekking
Opsine is een apoproteïne, en retinal is een chromofoor. Retinal is afgeleid van retinol, vitamine A . Het was George Wald, Nobelprijswinnaar die eind jaren 1930 ontdekte dat vitamine A een belangrijke rol heeft in het netvlies. Hij ontdekte met extracten van het netvlies de aanwezigheid van pigmenten waarvan hij de geabsorbeerde golflengte mat en ontdekte daarmee rodopsine en haar werking in de meest voorkomende receptorcellen in het netvlies, de staafjes. Later, rond 1950, bij het meten van de geabsorbeerde golflengten van de cellen van de retina, ontdekte hij ook de kegeltjes en hun eigenschappen.

## Kenmerken
De efficiëntie waarmee het retinal geïsomeriseerd wordt hangt af van de omliggende aminozuren. De apoproteïne omringt met bepaalde aminozuren het retinal en bepaalt daarmee de efficiëntie van isomerisatie, die in rodopsine rond de 65% ligt. Dit betekent dat twee van de drie fotonen isomerisatie tot gevolg hebben, de signaaltransductie en een amplificatie van het intracellulaire signaal veroorzaken.
Variaties in een enkel aminozuur in opsine kunnen belangrijke verschillen maken die bepalend zijn voor de best geabsorbeerde golflengte of λmax van de receptormolecuul in de kegeltjes. Het is hier dat kleurenvisie van belang is. De volgende opsinen met corresponderende λmax bevinden zich in het menselijk oog.
| Afkorting  | Naam          | Geabsorbeerde golflengte (λmax) | Geabsorbeerde kleur | Receptorcel Oog |
| ---------- | ------------- | ------------------------------- | ------------------- | --------------- |
| OPN1LW     | rode opsine   | 560 nm                          | Geel                | Kegeltjes       |
| OPN1MW     | groene opsine | 530 nm                          | Groen               | Kegeltjes       |
| OPN1SW     | blauwe opsine | 425 nm                          | Paars               | Kegeltjes       |
| OPN1 (RHO) | Rodopsine     | 500 nm                          | Blauw-groen         | Staafjes        |

 De apoproteïne opsine is een transmembraaneiwit dat bestaat uit 7 α-helixen die het retinal insluiten. De transducine, die de signaaltransductie uitvoert, bevindt zich aan de kant van het lumen van de cel onder het celmembraan.      
Eerst werden de visuele pigmenten van gewervelden (runderen), de rodopsinen, ontdekt die koppelen met transducine. Vervolgens werden ook de visuele pigmenten van ongewervelden, ook rodopsine maar gekoppeld met een ander G-proteïne, in de pijlinktvissen ontdekt. In deze periode, rond 1990, werd ook pinopsine ontdekt, een opsine uit de pijnappelklier van de kip, die niet werkzaam is in het visuele systeem.

## Distributie

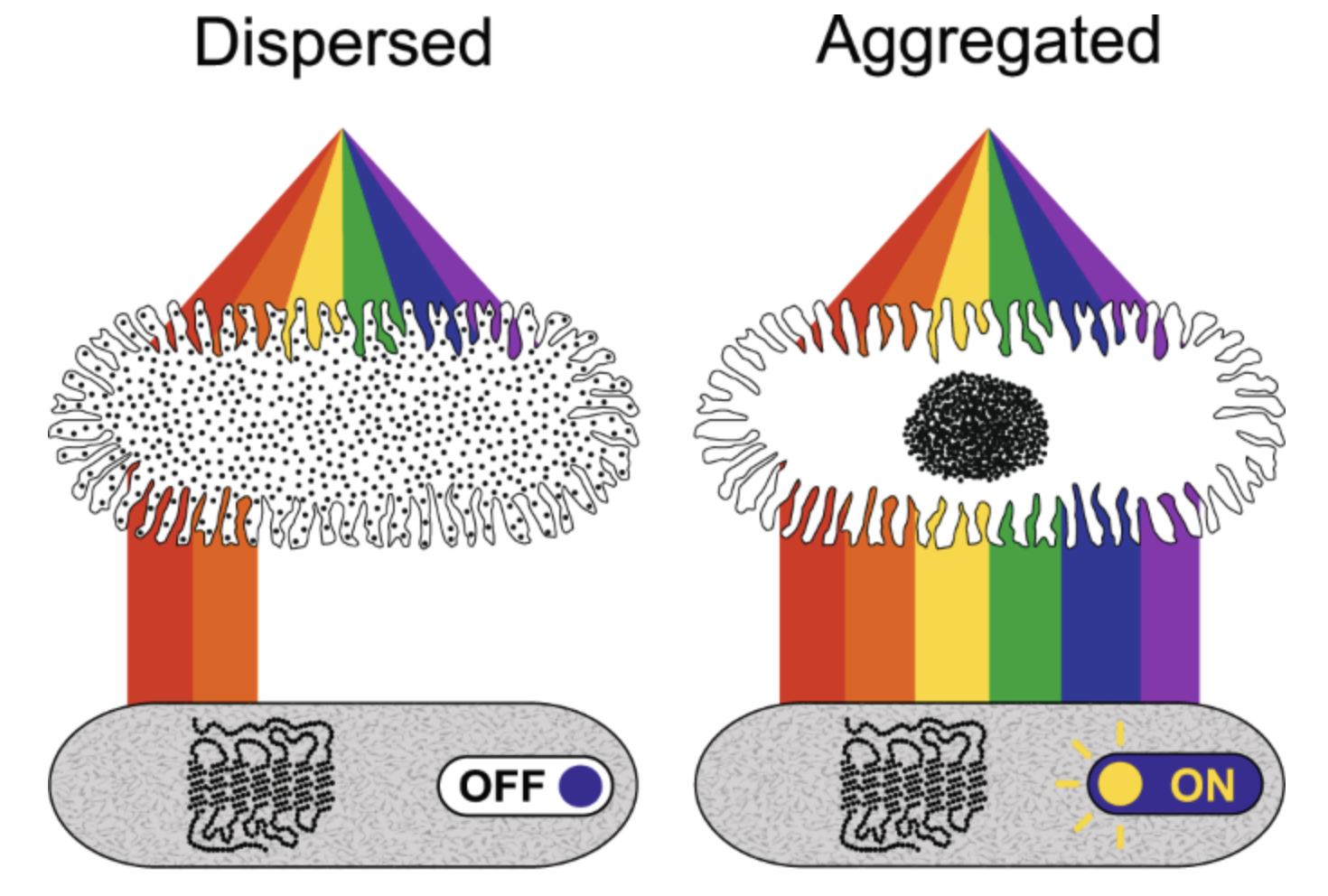
In de huid van de Everlipvis. Verspreid (dispersed) chromatofoorpigment onderdrukt het bereiken van SWS1-opsine-receptoren (links) met licht van korte golflengte, terwijl geaggregeerd pigment bestraling met korte golflengte (en dus vermoedelijke opsine-activering) van SWS1-receptoren mogelijk maakt (rechts). De waarschijnlijke functie van dermale fotoreceptie is daarom het monitoren van verschuivingen in chromatofoorpigment om feedback informatie over de status van kleurverandering te detecteren. Geïllustreerd door M.D. Smith. Chromatoforen = witte cellen bovenaan; SWS1 dermale opsinen/fotoreceptoren = grijze cellen onderaan

In de staafjes van het netvlies bevindt zich rodopsine. In de kegeltjes, die verantwoordelijk zijn voor de kleurenzien, bevinden zich verschillende opsinen die gevoelig zijn voor korte golflengte, gemiddelde golflengte en langere golflengte en die respectievelijk aangeduid worden met S-kegeltjes, M-kegeltjes en L-kegeltjes. Bij mensen kunnen de opsinen, behalve in het netvlies, ook in verschillende huidceltypen aanwezig zijn, zoals keratinocyten, melanocyten, fibroblasten uit de dermis en haarzakjes waar ze meewerken aan de genezing van wonden, de productie van melanine, haargroei en van waaruit ze fotoveroudering van de huid bepalen. Opsinen en vergelijkbare eiwitten zijn aanwezig in de huid van onder andere prikken, het fruitvliegje, de zebravis, kikker, de octopus, zee-egel, everlipvis en muis. Ze voorzien in kleurveranderingen van de huid, in lichtontwijking, schaduwreflexen en synchronisatie met het circadiaan ritme. In elk van deze dieren heeft de huid zijn eigen type opsine. 

### Everlipvis
Een voorbeeld is de everlipvis die de kleur aanneemt van de koralen waartussen hij leeft. De aanpassingen van de huidskleur zouden verklaard kunnen worden met de opsine SWS1 (absorbeert korte golflengte - short-wave-sensitive-1) die de vis in zijn huid heeft. De opsine SWS1 bevindt zich in fotocellen onder de chromatoforen. Beide liggen onder het epitheel. Bij verstrooiing van het pigment in de cromatofoor, dat selectief de korte golflengte blokkeert, ontvangt de onderliggende opsine alleen licht van lange golflengte (rood), terwijl bij centrale samenvoeging van de pigmenten, de opsine licht ontvangt en dit signaal via transductie mogelijk doorgeeft aan het zenuwstelsel. Dit mechanisme, dat in 2023 ontdekt is, maakt een feedback mogelijk die de everlipvis in staat stelt zich bewust te zijn van de schutkleur en/of kleurverandering zodat hij exact de achtergrond kan imiteren waartegen hij zich wil schuilhouden.

### Bacteriorodopsine
Bacteriorodopsinen zijn opsinen die gebruikt worden door Archaea. Het zijn ionenpompen: ze gebruiken lichtenergie om protonen buiten de cel te pompen en zo een protonengradiënt te creëren waarmee ATP ofwel chemische energie gegenereerd kan worden. Ook in deze opsine wordt retinal covalent gebonden echter op een residu Lysine 216. Na een foton geabsorbeerd te hebben volgt ook hier isomerisatie, maar dan in de tegenovergestelde richting en met een iets andere retinal dan bij de rodopsine van het visuele systeem: all-trans-retinal isomeriseert in 13-cis-retinal en veroorzaakt de daaropvolgende verandering van conformatie van de opsine waardoor een proton van de intracellulaire kant naar de extracellulaire kant van het celmembraan wordt verplaatst.